# Rivolta di Bala Hissar
La rivolta di Bala Hissar o rivolta della fortezza di Bala Hissar fu un'insurrezione che ebbe luogo il 5 agosto 1979 presso la storica fortezza di Bala Hissar, nella parte meridionale di Kabul, in Afghanistan. I ribelli, assieme ad ammutinati dell'esercito afghano, e ad infiltrati, occuparono la fortezza. La risposta del governo fu il bombardamento dell'area via aerea e con attacchi di artiglieria.
La rivolta venne comandata da Faiz Ahmad dell'Organizzazione per la Liberazione dell'Afghanistan di stampo marxista e dal Fronte dei combattenti mujaidin per la libertà dell'Afghanistan, un fronte unito anti-governativo di stampo maoista e da gruppi islamici moderati. Essa venne pianificata come la prima di una serie di insurrezioni da portasre avanti nel paese per rovesciare il governo e sostituirlo da un governo militare.
Dopo cinque ore di battaglia e la morte o l'arresto di decine di maoisti, il governo riuscì a riprendere il controllo dell'area. Alcuni membri della rivolta come Mohammad Mohsin, Mohammad Dawod e altri vennero giustiziati nella prigione di Pul-e-Charkhi.
Ad eccezione della rivolta di Herat, quella di Bala Hissar fu la più significativa tra le rivolte che scoppiarono in Afghanistan nel 1979 prima dell'inizio della guerra sovieto-afghana.